# نووبلوکاتای

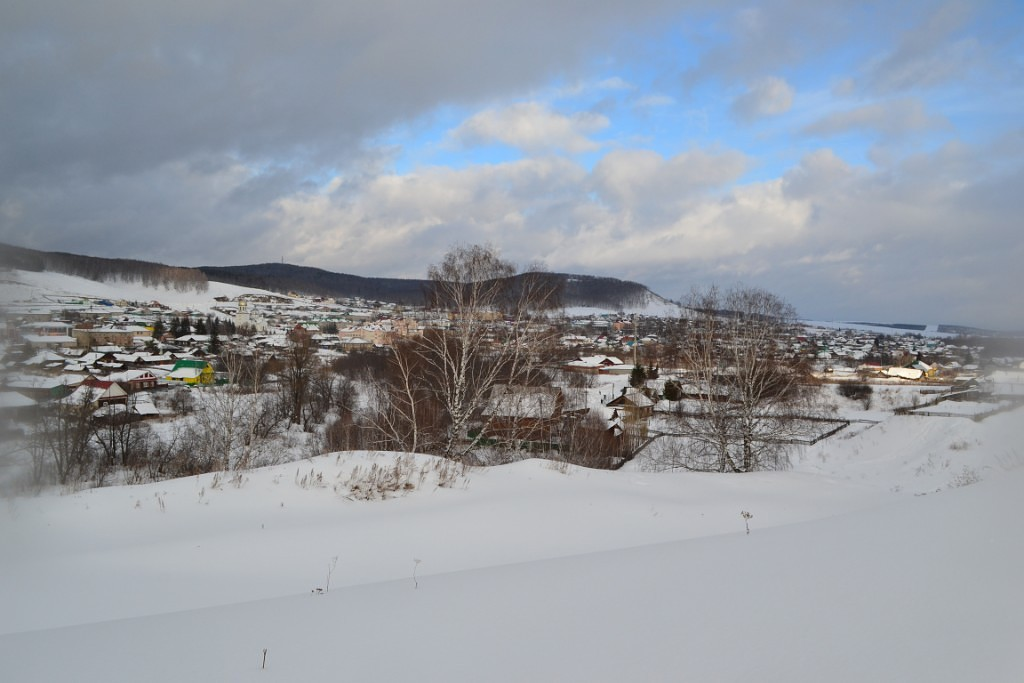
نمایی از نووبلوکاتای، منطقه‌ای مسکونی در باشقیرستان، روسیه - ۲۰۱۵

نووبلوکاتای (به لاتین: Novobelokatay) یک منطقهٔ مسکونی در روسیه است که در باشقیرستان واقع شده‌است.